# (5707) Шевченко
(5707) Шевченко (лат. Shevchenko) — типичный астероид главного пояса, открыт 2 апреля 1976 года советским астрономом Николаем Черных в Крымской астрофизической обсерватории и 18 августа 1997 года назван в честь астронома Владислава Шевченко.

## Обнаружение и именование
(5707) Шевченко
Открыт 2 апреля 1976 года в Научном Н. С. Черных.
Назван в честь Владислава Владимировича Шевченко (р. 1940) — руководителя отдела исследований Луны и планет Астрономического института им. Штернберга в Москве и председателя целевой группы по Луне Рабочей группы МАС по номенклатуре планетных систем. Был участником космических миссий «Зонд» и «Луноход», а также соавтором и научным руководителем проектов глобального картографирования Луны и Марса. Название предложено Институтом теоретической астрономии.
Оригинальный текст (англ.)5707 Shevchenko
Discovered 1976-04-02 by Chernykh, N. S. at Nauchnyj.
Named in honor of Vladislav Vladimirovich Shevchenko (b. 1940), head of the Lunar and Planetary Research Department of the Sternberg Astronomical Institute in Moscow and the Chairman of the Lunar Task Group of the IAU Working Group for Planetary System Nomenclature. He was a participant of the «Zond» and «Lunokhod» space missions and was co-author and scientific leader of the Global Mapping of the Moon and Mars projects. Name suggested by the Institute of Theoretical Astronomy.
Источники: DISCOVERY.DB; M.P.C. 30476.

## Физические характеристики
Из наблюдений системы Asteroid Terrestrial-impact Last Alert System следует, что астероид относится к таксономическому классу S.
По результатам наблюдений системы телескопов панорамного обзора и быстрого реагирования Pan-STARRS, наблюдений системы последнего оповещения о столкновении астероида с Землей Asteroid Terrestrial-impact Last Alert System и наблюдений космического телескопа оптического диапазона Gaia абсолютная звёздная величина астероида сначала оценивалась равной 13,39±0,25m, позже — 13,75±0,163m и 13,23±0,233m, 12,81±0,56m.